# (28492) Marik
(28492) Marik est un astéroïde de la ceinture principale d'astéroïdes.

## Description
(28492) Marik est un astéroïde de la ceinture principale d'astéroïdes. Il fut découvert le 1er février 2000 à Piszkesteto par le programme JATE Asteroid Survey. Il présente une orbite caractérisée par un demi-grand axe de 2,28 UA, une excentricité de 0,13 et une inclinaison de 6,6° par rapport à l'écliptique.

## Compléments